# Conag
Conag zwischenzeitlich auch Sarıtosun (kurdisch: Coneg) ist eine kurdisch-alevitische Siedlung im Landkreis Yayladere der türkischen Provinz Bingöl. Conag liegt etwa 5 km von der Kreishauptstadt Yayladere entfernt.
Der älteste Name lautete Cönek. Die einheimische Bevölkerung verwendet den historischen Namen als "Coneg" oder "Conag". Der Name wurde in der Form "Cönek" ins Grundbuch aufgenommen. Zwischenzeitlich hieß das Dorf im Zuge der Umbenennung nicht türkischer oder vermeintlich nicht türkischer Ortsnamen bis 2015 Sarıtosun. 
Möglicherweise haben ursprünglich auch Armenier im Dorf gelebt. Zu Beginn des Völkermords an den Armeniern 1915 lebte, Berichten von Dorfältesten zufolge, ein armenischer Krämer im Dorf, der vor den Kriegswirren floh.
Conag, war in den ersten Jahren der Republik ein Bucak, zu dem auch die heutige Kreishauptstadt Yayladere (damals Holhol) gehörte. 1936 wurde Holhol zum Bucak anstelle von Conag. Die erste Dorfschule in Conag wurde in den 1960er Jahren gebaut. Damals bestand Conag aus 120 Haushalten (hane).  Das Schulgebäude ist heute verfallen. Drohungen der PKK, die nicht dulden wollte, dass Unterricht in türkischer Sprache stattfand, führten in den 1990er Jahren zur Schließung der Schule.
Das Dorf ist seit den 1980er Jahren an das öffentliche Elektrizitäts- und Telefonnetz angeschlossen. Im Jahre 1998 verlor Conag seinen Status als Dorf und ist seither verwaltungstechnisch ein Viertel (mahalle) der Kreisstadt Yayladere.
Seit 2004 bzw. 2005 verfügt Conag über eine Trinkwasserversorgung und Kanalisation. Die Bevölkerung ist überaltert. Zahlreiche ehemalige Bewohner und ihre Familien verbringen den Sommer in Conag. Im Winter leben ca. 50 und im Sommer bis zu 150 Menschen in Conag. Langjähriger Muhtar war Haydar Beken.